# Старуха, дверь закрой!
«Старуха, дверь закрой!» — советский кукольный мультфильм, который создала режиссёр Мария Муат на студии «Экран» в 1982 году по мотивам одноимённой англо-шотландской народной баллады в стихотворном пересказе Самуила Маршака. Фильм является остроумной и довольно оригинальной экранизацией известного поэтического произведения, созданной режиссёром Марией Муат с художником Юрием Исайкиным.

## Сюжет
Под праздник у старухи было много забот по хозяйству, и когда старик велел ей закрыть входную дверь, она отказалась. Тогда старик предложил заключить уговор: кто первый заговорит, тот и будет закрывать. И дверь осталась открытой. Ночью в дом вошли два незнакомца и, видя, что хозяева не обращают на них внимания, взяли, что хотели. Но стоило им, уходя, сказать, что пирог был сырой, как старуха тут же с негодованием это отвергла. На это последовала невозмутимая реплика старика, давшая фильму название, и пришлось старухе закрывать дверь.

## Съёмочная группа
- Автор сценария: Виктор Мережко
- Режиссёр: Мария Муат
- Художник-постановщик: Юрий Исайкин
- Композитор: Игорь Ефремов
- Оператор: Игорь Скидан-Босин
- Звукоопертор: Виталий Азаровский
- Текст читал Юрий Яковлев
- Художники-мультипликаторы: Владимир Кадухин, Вадим Меджибовский
- Куклы и декорации изготовили:
  - Геннадий Богачёв
  - Борис Караваев
  - Надежда Лярская
  - Юрий Одинцов
  - Александра Мулюкина
  - Галина Круглова
  - Любовь Доронина
  - Анатолий Кузнецов
  - А. Ноздрин
  - Анатолий Гнединский
  - Елена Покровская
- Монтажёр: Любовь Георгиева
- Редактор: Александр Тимофеевский
- Директор картины: Игорь Гелашвили

## Фестивали и награды
- 1983 — приз Московского молодёжного кинофестиваля[2].